# Lampranthus maturus
Lampranthus maturus är en isörtsväxtart som beskrevs av Nicholas Edward Brown. Lampranthus maturus ingår i släktet Lampranthus och familjen isörtsväxter. Inga underarter finns listade i Catalogue of Life.